# دير تاسا
قرية دير تاسا هي إحدى القرى التابعة لمركز ساحل سليم في محافظة أسيوط في جمهورية مصر العربية. حسب إحصاءات سنة 2006، بلغ إجمالي السكان في دير تاسا 2363 نسمة، منهم 1229 رجل و1134 امرأة.